# Овіндолі
Овіндолі (італ. Ovindoli) — муніципалітет в Італії, у регіоні Абруццо, провінція Л'Аквіла.
Овіндолі розташоване на відстані близько 90 км на схід від Рима, 28 км на південь від Л'Акуїли.
Населення — 1237 осіб (2014).
Щорічний фестиваль відбувається 20 січня. Покровитель — San Sebastiano.

## Демографія
Населення за роками:

Станом на 1 січня 2023 року в муніципалітеті офіційно проживали 72 іноземці з 16 країн, серед них 46 громадян країн Євросоюзу та 2 громадяни України.

## Сусідні муніципалітети
- Аєллі
- Авеццано
- Челано
- Масса-д'Альбе
- Пешина
- Рокка-ді-Меццо
- Сечинаро